# Ханова, Разифа Салиховна
 Разифа Салиховна Ханова  (15 декабря 1948 года, с. Гублюкучуково Дюртюлинского района БАССР — 7 сентября 2015 года, там же) — 1966—1998 годах доярка Иванаевской молочно-товарной фермы колхоза имени Карла Маркса Дюртюлинского района БАССР. Полный кавалер ордена Трудовой Славы.

## Биография
Образование — среднее.
Трудиться начала в 1963 г. на овцеводческой ферме.
С 1966 г. работала дояркой Иванаевской мелочно-товарной фермы колхоза имени Карла Маркса Дюртюлинского района.
В 1983 г. на одну фуражную корову Р. С. Ханова надоила 2662 литра молока вместо 2067 по плану, в 1985 г. надои довела до 4010 литров. За годы одиннадцатой пятилетки (1981—1985) на одну корову получила в среднем 3182 литра молока.
В 1998 году Разифа Салиховна Ханова вышла на пенсию, проживала по месту рождения. Скончалась 7 сентября 2015 года. 

## Награды
За многолетнюю добросовестную работу на предприятии, досрочное выполнение планов и социалистических обязательств Р. С. Ханова награждена орденом Трудовой Славы I (1986), II (1980), III (1975) степени, медалями.